# Curtara albolabes
Curtara albolabes är en insektsart som beskrevs av Delong och Freytag 1976. Curtara albolabes ingår i släktet Curtara och familjen dvärgstritar. Inga underarter finns listade i Catalogue of Life.